# Pecos (Nuovo Messico)
Pecos è un villaggio degli Stati Uniti d'America, nella Contea di San Miguel nello Stato del Nuovo Messico.
Il villaggio ha una superficie di 4,5 km² e secondo quanto indicato dallo United States Census Bureau ha una popolazione di 1 392 abitanti al censimento del 2010.